# 우치타정
우치타정(打田町)은 와카야마현 중앙에 있던 정이며 나가군에 속했다. 2005년 11월 7일, 고카와정, 나가정, 모모야마정, 기시가와정과 합병해 기노카와시가 되었다.

## 역사
- 1956년 3월 31일 - 이케다촌, 다나카촌이 합병해 성립하였다.
- 2005년 11월 7일 - 고카와정, 나가정, 모모야마정, 기시가와정과 합병해 기노카와시가 성립하였다. 동일 우치타정은 폐지되었다.

## 교통

### 철도
- 서일본 여객철도
  - 와카야마 선

### 국도
- 국도 제24호선
- 국도 제424호선